# Jennie Nilsson
Jennie Gaby Christel Nilsson, född 25 januari 1972 i Torups församling, Hallands län, är en svensk politiker (socialdemokrat). Hon är ordinarie riksdagsledamot sedan 2006, invald för Hallands läns valkrets, och var landsbygdsminister i Regeringen Löfven II från januari 2019 till juni 2021.

## Biografi
Jennie Nilsson är uppvuxen i Brännögård i Hylte kommun. Hon är dotter till fabriksarbetaren Gösta Nilsson och förrådsarbetaren Leny Nilsson, född Tholin. Hon har tidigare arbetat som vårdbiträde och har en facklig bakgrund inom Kommunal. Hon blev aktiv i SSU på 1990-talet och blev invald i kommunfullmäktige i hemkommunen Hylte 1994. År 2001 utsågs Nilsson till kommunalråd och kommunstyrelsens ordförande i Hylte.
Nilsson är sedan 2006 riksdagsledamot. Åren 2011–2012 var hon vice ordförande i skatteutskottet. 2012–2019 var hon Socialdemokraternas gruppledare i näringsutskottet. Hon var även ordförande för detta utskott 2014–2018 och vice ordförande 2018–2019.
Mellan januari 2019 och juni 2021 var hon statsråd och landsbygdsminister i näringsdepartementet.
Efter att ha återvänt till riksdagen 2021 var Nilsson under hösten ledamot i utrikesutskottet innan hon den 10 december 2021 återigen utsågs till vice ordförande i näringsutskottet. Efter valet 2022 blev hon i stället gruppledare för Socialdemokraterna i civilutskottet.
Jennie Nilsson är bosatt i Frösakull i Halmstads kommun.

### Avgång 2021
Under regeringskrisen 2021 avgick Nilsson från sin post som landsbygdsminister, och hennes ansvarsområden övertogs av näringsminister Ibrahim Baylan. Hon avgick i syfte att återta sin plats i riksdagen. Statsråd som är riksdagsledamöter ger upp sin plats i riksdagen under den tid de är ministrar och ersätts då av en annan representant från samma parti. Nilssons ersättare, Sara Heikkinen Breitholtz, hade inte deltagit i några omröstningar sedan en bilolycka i december 2020 och det var oklart om och hur hon skulle rösta i voteringarna om ny statsminister. Heikkinen Breitholtzs eventuella ersättare i det fall hon skulle lämna riksdagen, Lars El Hayek, hade sedan valet lämnat Socialdemokraterna och var vid tillfället partilös. För att då, i det mycket jämna parlamentariska läge som rådde, säkerställa en majoritet nej-röster i en eventuell statsministeromröstning om moderatledaren Ulf Kristersson återtog Nilsson sin plats som tjänstgörande riksdagsledamot.